# David Defendi
David Defendi, né en 1974 à Dijon, est un écrivain, scénariste et réalisateur français de cinéma et de télévision. 

## Biographie
David Defendi est né en 1974 à Dijon. Il est le fils de Dominique Defendi, un agent de la DST notamment chargé de l'infiltration de l'organisation d'extrême-gauche Gauche prolétarienne à la fin des années 1960. Il étudie la philosophie à la Sorbonne puis devient journaliste à Marseille. Après avoir vécu plusieurs années à San Francisco, il séjourne à New York avant de s’installer à Paris.
Il est l'auteur de plusieurs écrits sur les services secrets et les truands, notamment L'Arme à gauche paru en 2008 et Les Nettoyeurs paru en 2013. Dans L'Arme à gauche, David Defendi raconte l'infiltration de la Gauche prolétarienne par la DST fin 1969,.
Il collabore avec Olivier Marchal en tant que scénariste sur deux épisodes de la série policière Braquo diffusé sur Canal+. La série a été récompensée par un Emmy Award en 2012. 
En 2019, David Defendi lance Genario, un logiciel qui entend mettre l’intelligence artificielle au service des écrivains et des scénaristes.

## Œuvres
- L'Arme à gauche, Flammarion, 2008
- Braquo, Flammarion Noir, 2009[5]
- Les Nettoyeurs, Fayard, 2013
- Têtes de dragon, Albin Michel, 2016